# Нора (дача)
Дача Нора (также дача Субботина) — особняк постройки начала XX века, в посёлке Симеиз в Крыму, расположенный по адресу ул. Красномаякская, 5, спроектированный инженером-механиком К. Л. Субботиным и возведённый до 1912 года главным зодчим Нового Симеиза, военным инженером генерал-майором Я. П. Семёновым для инженера Николая Павловича Субботина. Памятник градостроительства и архитектуры регионального значения

## Дача Нора
Первым владельцем участка № 30, площадью 489 квадратных саженей (примерно 22,2 сотки), приобретённого в 1902 году у владельца Нового Симеиза И. С. Мальцова был некто Александр Петрович Максимович, который 23 декабря того же 1902 года продал его Николаю Павловичу Субботину. Впоследствии Субботин разделил участок на два, которые фигурируют под номерами 30а и 30б. Участок 30а, площадью всего 30 квадратных саженей (около 1,4 сотки) 19 декабря 1911 года Николай Павлович продаёт собственной жене Анастасии Васильевне Субботиной за 1000 рублей, которая выстроила на нём дачу и продала её 15 июля 1916 года Семену Федоровичу Сабурову, с тех пор известную, как Сакля Сабурова. На участке № 30б, площадью 459 квадратных саженей (примерно 20,1 сотки), по проекту инженера-механика К. Л. Субботина Я. П. Семёновым была построена дача на 10 комнат, предназначавшаяся как для проживания владельцев, так и для сдачи внаём. Точные даты начала и окончания строительства не установлены, известно, что на 1911 год она уже существовала. Проект фасада здания выполнил петербургский архитектор-модернист Н. П. Козлов — элементы модерна усматривают в оформлении здания. Двухэтажная дача с мансардой под высокой остроконечной крышей, напоминающей фуражку с козырьком и боковой трёхэтажной башней оформлена по фасаду прямоугольными окнами, занимающими на первом этаже почти всё пространство стены, а втором этаже имеющими полукруглые обрамления. Возведённая на довольно крутом склоне горы Кошка здание получилось разновысоким и на обращённой к западу стороне имеет всего один этаж. Название дачи «Нора» дано по имени популярной в то время героини (и другому названию) пьесы Генрика Ибсена. 10 ноября 1916 года Субботин продаёт дачу потомственному почётному гражданину Евстафию Васильевичу Морозову, владевшему усадьбой до национализации.

## После революции

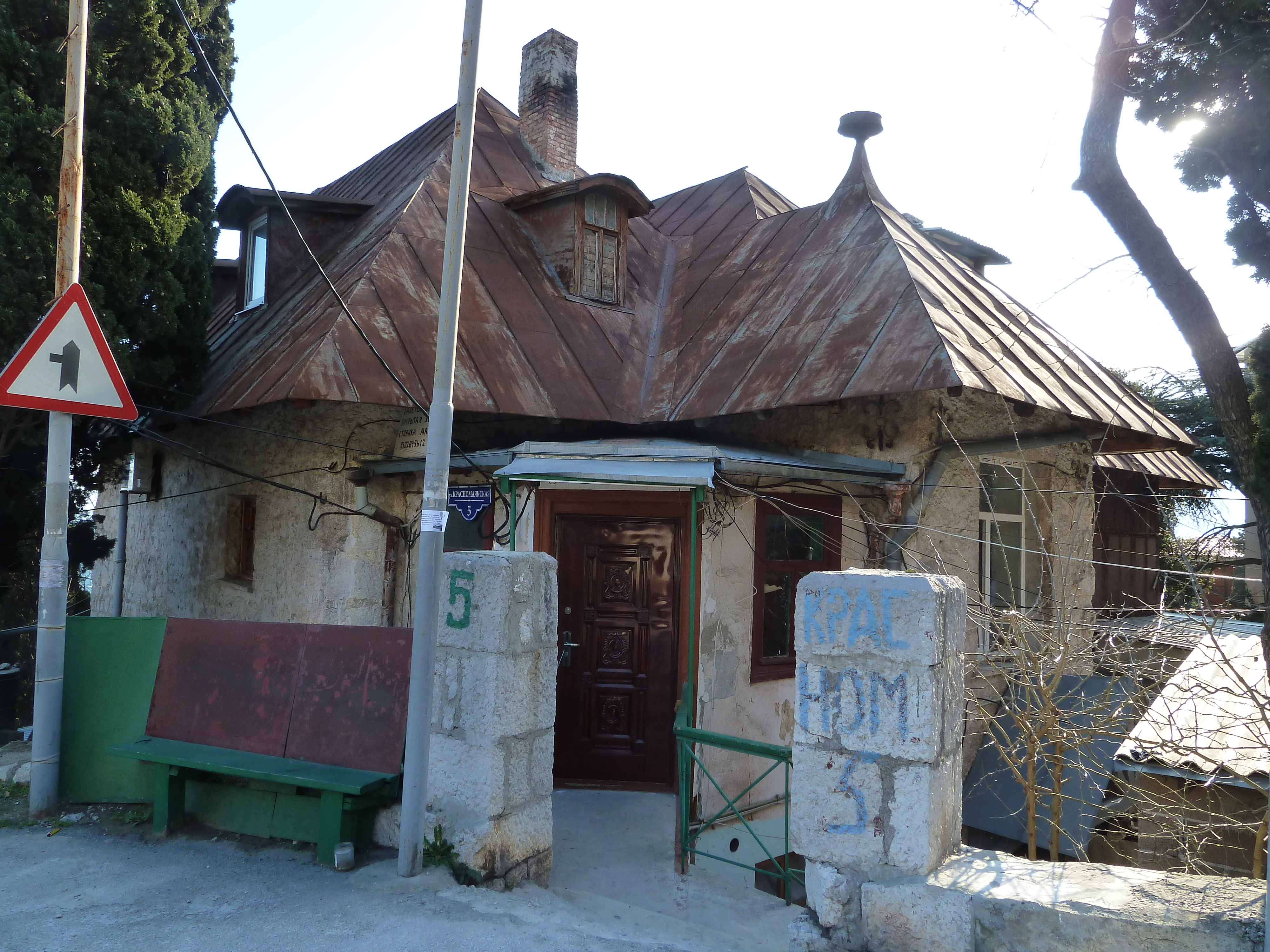
Современный вид

16 декабря 1920 года приказом председателя Революционного комитета Крыма были изъяты «из частного владения как разных ведомств, так и частных лиц все имения Южного берега Крыма в районе от Судака до Севастополя включительно» и передавались в ведение специально созданного Управления Южсовхоза. Бывший владелец Норы Н. П. Субботин был расстрелян, как «черносотенец», в Багреевке 22 декабря 1920 года. Известно, что в 1925 году дача использовалась как пансион: большие комнаты 1-го и 2-го этажа, обращенные на юг сдавались за 60 рублей, на север за 45 рублей, мансардные — по 15—20 рублей. Затем здание перевели в жилой фонд, в каковом виде используется и поныне.